# Psoralea californica
Psoralea californica är en ärtväxtart som beskrevs av Sereno Watson. Psoralea californica ingår i släktet Psoralea och familjen ärtväxter. Inga underarter finns listade i Catalogue of Life.